# Agatino Cuttone
Agatino Cuttone (Adrano, 18 febbraio 1960) è un allenatore di calcio ed ex calciatore italiano, di ruolo difensore.

## Carriera

### Club
Cresciuto come centrocampista nelle formazioni giovanili di una squadra minore di Torino, la Taurus dove ha disputato i campionati Esordienti, Giovanissimi e Allievi, è passato al Torino nel 1976 dove si è formato come difensore. Con la maglia del Torino segnerà in due finali consecutive di Coppa Italia, una contro la Roma, una contro l'Inter, entrambe perse.

Cuttone (al centro) al Torino nel 1981, in contrasto sul perugino Fortunato.

Ha percorso la sua carriera di calciatore professionista per diversi anni tra Serie A e Serie B, esordendo in massima categoria il 21 settembre 1980 con la maglia granata nella partita contro il Catanzaro, persa 0-1.
Trascorre otto stagioni della sua carriera nel Cesena, a cavallo tra Serie B (cinque campionati) e Serie A (tre campionati), vincendo nel 1987 lo spareggio di San Benedetto del Tronto per la promozione dalla cadetteria alla massima serie, segnando al Lecce il gol del decisivo 2-1.
Gioca nel Perugia nella stagione 1991-1992, prima di chiudere la carriera agonistica nel 1993 nelle file del Baracca Lugo.

### Allenatore
Dopo aver allenato per cinque anni le giovanili del Cesena, dalla stagione 1992-1993 a quella del 1997-1998, nell'annata 1998-1999 ha allenato il Marsala, venendo esonerato. Nella stagione 1999-2000 subentra alla Pro Vercelli, in Serie C2, portando le bianche casacche alla salvezza, poi l'anno seguente passa nelle file del Catanzaro, sempre in C2, dove perde 1-3 in casa la finale play-off.
Nel 2001-2002 subentra a Cesena al posto di Walter De Vecchi, concludendo all'8º posto. Nel 2002-2003 subentra nel Gualdo, in Serie C2, alla fine del girone d'andata (dopo la sconfitta contro il Sassuolo del 24 novembre 2002), con la squadra quint'ultima in classifica, conducendola alla salvezza; rimane a Gualdo anche l'anno successivo, raggiungendo la finale play-off persa 1-3. Poi, nel febbraio del 2005 va al Giulianova, dove termina la stagione al terz'ultimo posto, salvandosi ai play-out.
Nel 2005 è sulla panchina del Gubbio, in C2, conducendolo il primo anno alla salvezza all'ultima giornata, mentre la stagione successiva viene esonerato alla 17ª giornata di campionato dopo aver perso in casa (1-2) con il Boca San Lazzaro (ottava sconfitta su 16 gare). Nel 2007-2008 subentra alla 22ª giornata di campionato nel Catanzaro, sempre in Serie C2, terminando al 10º posto in classifica, a un punto dai play-out. Nel marzo del 2009 subentra a Roberto Bicchierai nella guida tecnica della Colligiana, in Lega Pro Seconda Divisione, rilevando la squadra penultima in classifica; qui ottiene otto punti in altrettante gare, venendo esonerato con la formazione fuori dalla zona play-out a due gare dal termine del campionato. Il 7 luglio dello stesso anno viene nominato supervisore del settore giovanile e capo degli osservatori del Modena.
Il 23 giugno 2010 firma con il Benevento, venendo poi esonerato dal suo incarico il 14 dicembre dello stesso anno dopo la sconfitta con la Juve Stabia, con la squadra campana seconda in classifica, alla 16ª giornata del girone d'andata. Il 6 giugno 2011 diventa allenatore della formazione Primavera del Modena. Il 14 novembre dello stesso anno viene nominato allenatore della prima squadra gialloblù in sostituzione di Cristiano Bergodi, con i canarini al quart'ultimo posto in classifica. Fa il suo esordio in Serie B pareggiando in trasferta 2-2 sul campo della Juve Stabia, mentre ottiene la prima vittoria il 18 dicembre 2011, un 2-1 in casa contro il Torino. Con la vittoria esterna sul Bari (0-1), riesce a portarsi fuori dalla zona retrocessione; viene tuttavia esonerato dopo la sconfitta per 0-2 nello scontro diretto col Gubbio, a causa della precaria situazione di classifica (con una gara da recuperare), e sostituito con Cristiano Bergodi.
L'11 febbraio 2013 si è seduto a campionato in corso sulla panchina del Santarcangelo, in Seconda Divisione, prendendo la squadra alla 22ª giornata in zona play-out e salvando a tre giornate dal termine del campionato, realizzando 22 punti in 12 gare.
Il 17 dicembre dello stesso anno diventa il nuovo allenatore del San Marino al posto dell'esonerato Fernando José de Argila Irurita; l'11 maggio 2014 risolve consensualmente il contratto con la società del Titano. Il 17 dicembre 2014 ritorna sulla panchina del Santarcangelo, in Lega Pro. Nonostante avesse condotto i clementini alla salvezza, il 17 giugno 2015 lascia la panchina della squadra causa divergenze con la società.
Torna ad allenare dopo oltre un anno e mezzo, sostituendo nel gennaio 2017 Giovanni Cusatis al Fano. Viene esonerato il 4 novembre, dopo aver conquistato soltanto cinque punti nei primi 10 turni di campionato.

## Statistiche

### Statistiche da allenatore
Statistiche aggiornate al 24 marzo 2019.
| Stagione             | Squadra              | Campionato           | Campionato | Campionato | Campionato | Campionato | Coppe nazionali | Coppe nazionali | Coppe nazionali | Coppe nazionali | Coppe nazionali | Coppe continentali | Coppe continentali | Coppe continentali | Coppe continentali | Coppe continentali | Altre coppe | Altre coppe | Altre coppe | Altre coppe | Altre coppe | Totale | Totale | Totale | Totale | % Vittorie |
| Stagione             | Squadra              | Comp                 | G          | V          | N          | P          | Comp            | G               | V               | N               | P               | Comp               | G                  | V                  | N                  | P                  | Comp        | G           | V           | N           | P           | G      | V      | N      | P      | %          |
| -------------------- | -------------------- | -------------------- | ---------- | ---------- | ---------- | ---------- | --------------- | --------------- | --------------- | --------------- | --------------- | ------------------ | ------------------ | ------------------ | ------------------ | ------------------ | ----------- | ----------- | ----------- | ----------- | ----------- | ------ | ------ | ------ | ------ | ---------- |
| lug.-dic. 1998       | Marsala              | C1                   | 15         | 3          | 7          | 5          | CI-C            | 4               | 1               | 3               | 0               | -                  | -                  | -                  | -                  | -                  | -           | -           | -           | -           | -           | 19     | 4      | 10     | 5      | 21,05      |
| 1999-2000            | Pro Vercelli         | C2                   | 34         | 6          | 19         | 9          | CI-C            | 4               | 2               | 0               | 2               | -                  | -                  | -                  | -                  | -                  | -           | -           | -           | -           | -           | 38     | 8      | 19     | 11     | 21,05      |
| 2000-2001            | Catanzaro            | C2                   | 34+4       | 13         | 16+3       | 5+1        | CI-C            | 4               | 1               | 3               | 0               | -                  | -                  | -                  | -                  | -                  | -           | -           | -           | -           | -           | 42     | 14     | 22     | 6      | 33,33      |
| dic. 2001-2002       | Cesena               | C1                   | 20         | 5          | 8          | 7          | CI-C            | -               | -               | -               | -               | -                  | -                  | -                  | -                  | -                  | -           | -           | -           | -           | -           | 20     | 5      | 8      | 7      | 25,00      |
| dic. 2002-2003       | Gualdo               | C2                   | 20         | 6          | 8          | 6          | CI-C            | -               | -               | -               | -               | -                  | -                  | -                  | -                  | -                  | -           | -           | -           | -           | -           | 20     | 6      | 8      | 6      | 30,00      |
| 2003-2004            | Gualdo               | C2                   | 34+4       | 14+1       | 14+1       | 6+2        | CI-C            | 4               | 1               | 3               | 0               | -                  | -                  | -                  | -                  | -                  | -           | -           | -           | -           | -           | 42     | 16     | 18     | 8      | 38,10      |
| Totale Gualdo        | Totale Gualdo        | Totale Gualdo        | 58         | 21         | 23         | 14         |                 | 4               | 1               | 3               | 0               |                    | -                  | -                  | -                  | -                  |             | -           | -           | -           | -           | 62     | 22     | 26     | 14     | 35,48      |
| dic. 2005-2006       | Gubbio               | C2                   | 17         | 6          | 7          | 4          | CI-C            | -               | -               | -               | -               | -                  | -                  | -                  | -                  | -                  | -           | -           | -           | -           | -           | 17     | 6      | 7      | 4      | 35,29      |
| lug.-dic. 2006       | Gubbio               | C2                   | 16         | 6          | 2          | 8          | CI-C            | 4               | 0               | 1               | 3               | -                  | -                  | -                  | -                  | -                  | -           | -           | -           | -           | -           | 20     | 6      | 3      | 11     | 30,00      |
| Totale Gubbio        | Totale Gubbio        | Totale Gubbio        | 33         | 12         | 9          | 12         |                 | 4               | 0               | 1               | 3               |                    | -                  | -                  | -                  | -                  |             | -           | -           | -           | -           | 37     | 12     | 10     | 15     | 32,43      |
| gen.-giu. 2008       | Catanzaro            | C2                   | 13         | 4          | 6          | 3          | CI-C            | -               | -               | -               | -               | -                  | -                  | -                  | -                  | -                  | -           | -           | -           | -           | -           | 13     | 4      | 6      | 3      | 30,77      |
| Totale Catanzaro     | Totale Catanzaro     | Totale Catanzaro     | 51         | 17         | 25         | 9          |                 | 4               | 1               | 3               | 0               |                    | -                  | -                  | -                  | -                  |             | -           | -           | -           | -           | 55     | 18     | 28     | 9      | 32,73      |
| lug.-dic. 2010       | Benevento            | 1D                   | 16         | 8          | 4          | 4          | CI+CI-LP        | 2+1             | 1+0             | 0+0             | 1+1             | -                  | -                  | -                  | -                  | -                  | -           | -           | -           | -           | -           | 19     | 9      | 4      | 6      | 47,37      |
| nov. 2011-feb. 2012  | Modena               | B                    | 12         | 2          | 6          | 4          | CI              | 1               | 0               | 0               | 1               | -                  | -                  | -                  | -                  | -                  | -           | -           | -           | -           | -           | 13     | 2      | 6      | 5      | 15,38      |
| feb.-giu. 2013       | Santarcangelo        | 2D                   | 12         | 6          | 4          | 2          | CI-LP           | -               | -               | -               | -               | -                  | -                  | -                  | -                  | -                  | -           | -           | -           | -           | -           | 12     | 6      | 4      | 2      | 50,00      |
| dic. 2013-2014       | San Marino           | 1D                   | 16         | 2          | 8          | 6          | CI-LP           | -               | -               | -               | -               | -                  | -                  | -                  | -                  | -                  | -           | -           | -           | -           | -           | 16     | 2      | 8      | 6      | 12,50      |
| dic. 2014-2015       | Santarcangelo        | LP                   | 21         | 8          | 8          | 5          | CI-LP           | -               | -               | -               | -               | -                  | -                  | -                  | -                  | -                  | -           | -           | -           | -           | -           | 21     | 8      | 8      | 5      | 38,10      |
| Totale Santarcangelo | Totale Santarcangelo | Totale Santarcangelo | 33         | 14         | 12         | 7          |                 | -               | -               | -               | -               |                    | -                  | -                  | -                  | -                  |             | -           | -           | -           | -           | 33     | 14     | 12     | 7      | 42,42      |
| gen.-giu. 2017       | Fano                 | LP                   | 14+2       | 5+1        | 5+1        | 4          | CI-LP           | -               | -               | -               | -               | -                  | -                  | -                  | -                  | -                  | -           | -           | -           | -           | -           | 16     | 6      | 6      | 4      | 37,50      |
| lug.-nov. 2017       | Fano                 | C                    | 10         | 1          | 2          | 7          | CI-C            | 2               | 1               | 1               | 0               | -                  | -                  | -                  | -                  | -                  | -           | -           | -           | -           | -           | 12     | 2      | 3      | 7      | 16,67      |
| Totale Fano          | Totale Fano          | Totale Fano          | 26         | 7          | 8          | 11         |                 | 2               | 1               | 1               | 0               |                    | -                  | -                  | -                  | -                  |             | -           | -           | -           | -           | 28     | 8      | 9      | 11     | 28,57      |
| Totale carriera      | Totale carriera      | Totale carriera      | 314        | 97         | 129        | 88         |                 | 26              | 7               | 11              | 8               |                    | -                  | -                  | -                  | -                  |             | -           | -           | -           | -           | 340    | 104    | 140    | 96     | 30,59      |

## Palmarès

### Giocatore
- Promosso in Serie A: 1

Cesena: 1986-1987